# Llengües de Catalunya

Distribució de les llengües l'any 2008.

Hi ha tres llengües amb estatus oficial a Catalunya: el català, el castellà (oficial a tot l'estat Espanyol) i l'aranès (un dialecte de l'occità parlat a la Vall d'Aran). Tot i que l'Estatut d'Autonomia no reconeix la llengua de signes catalana com a oficial de Catalunya, sí que estableix la garantia d'ús.
El català ha gaudit d'estatus especial des de l'aprovació de l'Estatut d'Autonomia de Catalunya de 1979, que el declara la llengua pròpia de Catalunya. El castellà havia estat l'única llengua oficial durant la majoria del període comprès entre el segle xviii i el 1975.